# Banaran Wetan
Banaran Wetan is een bestuurslaag in het regentschap Nganjuk van de provincie Oost-Java, Indonesië. Banaran Wetan telt 3800 inwoners (volkstelling 2010).